# Lilo Pempeit
Lilo Pempeit, pseudonimo di Liselotte Pempeit (Danzica, 6 ottobre 1922 – Monaco di Baviera, 17 maggio 1993), è stata un'attrice e traduttrice tedesca nota soprattutto per essere stata la madre del regista Rainer Werner Fassbinder nonché la prima traduttrice in Germania delle opere dello scrittore Truman Capote.
Nomi alternativi: Liselotte Fassbinder, Liselotte Eder.

## Biografia
Sebbene nata a Danzica, durante la seconda guerra mondiale si trasferisce con la famiglia a Monaco di Baviera, dove incontra nel 1944 il medico Helmut Fassbinder che sposerà l'anno successivo. Da questa unione nel 1945 nasce l'unico figlio, Rainer, a Bad Wörishofen, dove Helmut era medico condotto.
Dopo il divorzio dal marito nel 1951 si trasferisce a Monaco dove inizia a lavorare come traduttrice di narrativa francese e inglese. Nel 1957 traduce per la casa editrice tedesca Limes Verlag Wiesbaden la prima raccolta di racconti di Truman Capote. Nel 1959 sposa il giornalista Wolff Eder.
Fino alla metà degli anni 1970, quando si dedicherà sempre di più all'attività cinematografica, come attrice, con suo figlio Rainer, si dedica quasi esclusivamente alla traduzione in tedesco delle opere di Capote. A lei appartengono anche le traduzioni tedesche dei saggi dello scrittore francese Julien Gracq, due libri della dichiarazione congiunta sino-americana del filosofo Lin Yutang, e diversi romanzi di intrattenimento popolare e per l'infanzia.
Dal 1966, data del secondo cortometraggio di Fassbinder Das kleine Chaos fino al 1982, data della morte per overdose di suo figlio, Lilo Pempeit apparirà in oltre venti pellicole per lo più in piccoli ruoli, tranne per l'importante ruolo della madre in Effi Briest.
La sua apparizione più famosa, tuttavia, resta la discussione dettagliata e controversa sul terrorismo e la democrazia, che teneva con il figlio nell'episodio diretto da Fassbinder Germania in autunno del 1978. Tra il 1972 e il 1978 lavora anche come direttore esecutivo della società di produzione cinematografica di Fassbinder, film Tango.
Dopo la morte di suo figlio, fonda nel 1986 la Rainer Werner Fassbinder Foundation a cui aderisce nel 1988 anche l'ex marito. Nel 1991 trasferisce le azioni e la gestione della fondazione all'amica nonché montatrice dei film di suo figlio Rainer, Juliane Lorenz, nominata nel suo testamento, come l'unico beneficiario.

## Filmografia

### Cinema
- Il mercante delle quattro stagioni (Händler der vier Jahreszeiten), regia di Rainer Werner Fassbinder (1972)
- Effi Briest (Fontane Effi Briest), regia di Rainer Werner Fassbinder (1974)
- Il viaggio in cielo di mamma Kusters (Mutter Küsters' Fahrt zum Himmel), regia di Rainer Werner Fassbinder (1975)
- Germania in autunno (Deutschland im Herbst) - documentario collettivo (1978)
- Il matrimonio di Maria Braun (Die Ehe der Maria Braun), regia di Rainer Werner Fassbinder (1979)

### Televisione
- La libertà di Brema (Bremer Freiheit), regia di Rainer Werner Fassbinder – film TV (1972)
- Martha, regia di Rainer Werner Fassbinder – film TV (1974)
- Berlin Alexanderplatz, regia di Rainer Werner Fassbinder – miniserie TV (1980)